# Ibiassucê
Ibiassucê är en kommun i Brasilien.   Den ligger i delstaten Bahia, i den östra delen av landet, 600 km öster om huvudstaden Brasília. Antalet invånare är 10 077.
Omgivningarna runt Ibiassucê är huvudsakligen savann. Runt Ibiassucê är det ganska glesbefolkat, med 34 invånare per kvadratkilometer.